# Ryan O'Neal
Charles Patrick Ryan O'Neal (født 20. april 1941, død 8. december 2023) var en amerikansk skuespiller og bokser. Han blev nomineret til en Oscar for sin præstation i Love Story (1970) og spillede hovedrollen Stanley Kubricks Barry Lyndon (1975).

## Opvækst
Ryan var den ældste søn af skuespiller Patricia Callaghan O'Neal og manuskriptforfatter Charles O'Neal. Hans bedstefar var irsk og hans bedstemor var en russisk jøde. Broren Kevin er en skuespiller og manuskriptforfatter. I teenageårene førte Ryan en planløs, nomadisk eksistens på strande i Californien og Europa og levede som livvagt og amatørbokser. 17 år gammel mødte han sine forældre i München, Tyskland, hvor de havde en tv-serie; Han fik derefter smag for showbusiness og medvirkede som stuntman i tv-serien Tales of the Vikings.

## Karriere
O'Neal fik små roller i flere andre serier inden det store gennembrud som langdistancechauffør i Peyton Place i 1964, hvor han medvirkede i mere end 500 afsnit. O'Neal fik i konkurrence med 300 andre, den mandlige hovedrolle i filmen Love Story. Han blev nomineret til en Oscar og blev regnet som en af de mest lovende unge mandlige stjerner. Han spillede i 1972 over for Barbra Streisand i Peter Bogdanovichs screwballkomedien Du er toppen, Professor!. Med samme instruktør spillede han i 1973 hovedrollen i Paper Moon sammen med sin datter, Tatum O'Neal, der fik en Oscar for bedste kvindelige hovedrolle. Ryan O'Neal spillede i 1975 hovedrollen som Redmond Barry i Stanley Kubricks Barry Lyndon. Han havde derefter en rolle i tv-serien Bones.

## Privatliv
I 1963-1967 giftede han sig med skuespiller Joanna Moore og fik sammen med hende Tatum O'Neal og Griffin O'Neal. I årene 1967-1973 var Ryan gift med skuespilleren Leigh Taylor-Young. Deres søn Patrick har været gift med skuespilleren Rebecca De Mornay. Fra 1979 havde Ryan O'Neal indtil hendes død i 2009 et forhold til Farrah Fawcett (med en pause mellem 1997 og 2003). Sammen fik de sønnen Redmond.
Ryan O'Neal blev diagnosticeret med leukæmi (KML) 2001. I april 2012 afslørede O'Neal at han var diagnosticeret med prostatakræft.
O'Neal var ofte i konflikt med loven. Blandt andet måtte han tilbringe 51 dage i fængsel for overfald og batteri i forbindelse med en nytårsfest i New York. Den 4. februar 2007 blev O'Neal anholdt for mishandling af Griffins søn. 17. september 2008 blev Ryan og sønnen Redmond arresteret for besiddelse af methamphetamin.